# Styra socken
Styra socken i Östergötland ingick i Aska härad och är sedan 1974 en del av Motala kommun i Östergötlands län, från 2016 inom Varv och Styra distrikt.
Socknens areal är 11,41 kvadratkilometer, varav 11,38 land. År 1946 fanns här 278 invånare. Kyrkbyn före 1862, Styra, ligger i denna socken medan den med Varvs socken gemensamma sockenkyrkan Varv och Styra kyrka ligger i den socknen. 

## Administrativ historik
Styra socken har medeltida ursprung. 
Styra församling uppgick 1862 i Varvs församling och bildade Varv och Styra församling Vid kommunreformen 1862 året efter övergick socknens ansvar för de borgerliga frågorna till Styra landskommun. Landskommunen inkorporerades 1952 i Aska landskommun och ingick 1974 i Motala kommun. Den gemensamma församlingen uppgick 2006 i Aska församling.
1 januari 2016 inrättades distriktet Varv och Styra, med samma omfattning som Varv och Styra församling hade 1999/2000, och vari detta sockenområde ingår.
Socknen har tillhört samma fögderier och domsagor som socknens härad.  De indelta soldaterna tillhörde  Första livgrenadjärregementet, Motala kompani och Andra livgrenadjärregementet, Bergslags kompani.

## Geografi
Styra socken ligger söder om Motala. Socknen är uppodlad slättbygd med viss skog.

## Fornlämningar
Kända från socknen är stensättningar och gravfält från järnåldern.

## Namnet
Namnet (1379 Styra) kommer från kyrkbyn. Namnets tolkning är oklar.

### Fotnoter
1. 1 2 3  Svensk Uppslagsbok andra upplagan 1947–1955: Styra socken
2. ↑  Harlén, Hans; Harlén Eivy (2003). Sverige från A till Ö: geografisk-historisk uppslagsbok. Stockholm: Kommentus. Libris 9337075. ISBN 91-7345-139-8
3. ↑  ”Församlingar”. Statistiska centralbyrån. https://www.scb.se/hitta-statistik/regional-statistik-och-kartor/regionala-indelningar/forsamlingar/. Läst 30 december 2022.
4. ↑  Administrativ historik för Styra socken (Klicka på församlingsposten). Källa: Nationella arkivdatabasen, Riksarkivet.
5. 1 2  Sjögren, Otto (1931). Sverige geografisk beskrivning del 2 Östergötlands, Jönköpings, Kronobergs, Kalmar och Gotlands län. Stockholm: Wahlström & Widstrand. Libris 9939
6. 1 2  Nationalencyklopedin
7. ↑  Fornlämningar, Statens historiska museum: Styra socken
8. ↑  Fornminnesregistret, Riksantikvarieämbetet: Styra socken Fornminnen i socknen erhålls på kartan genom att skriva in sockennamn (utan "socken") i "Ange geografiskt område"
9. ↑  Mats Wahlberg, red (2003). Svenskt ortnamnslexikon. Uppsala: Institutet för språk och folkminnen. Libris 8998039. ISBN 91-7229-020-X. https://isof.diva-portal.org/smash/get/diva2:1175717/FULLTEXT02.pdf